# Tautoneura marthae
Tautoneura marthae är en insektsart som först beskrevs av Rauno E. Linnavuori 1960.  Tautoneura marthae ingår i släktet Tautoneura och familjen dvärgstritar. Inga underarter finns listade i Catalogue of Life.